# 消費生活協同組合法
消費生活協同組合法（しょうひせいかつきょうどうくみあいほう、昭和23年7月30日法律第200号）は、国民の自発的な生活協同組織の発達を図り、もって国民生活の安定と生活文化の向上を期することに関する法律である。
民法で規定される組合は、原則として法人格を持たないが、この法律に基づいて設立された生活協同組合は法人格を有することとなる。

## 主務官庁
- 厚生労働省社会・援護局地域福祉課消費生活協同組合業務室

消費者庁消費者制度課、法務省民事局など他省庁と連携して執行にあたる。